# استلینا نیستور
استلینا نیستور (به انگلیسی: Steliana Nistor) ژیمناست زادهٔ ۱۵ سپتامبر ۱۹۸۹ میلادی اهل کشور رومانی است.